# 帕沙·查特吉
帕沙·查特吉（英语：Partha Chatterjee，1947年11月5日—），印度学者，政治学者，人类学家，历史学家，剧作家。
加尔各答人。1997年至2007年，任加尔各答社会科学研究中心主任，目前担任哥伦比亚大学人类学和南亚研究名誉教授。其同时也是教授和属下研究集体的成员。

## 教育背景
查特吉毕业于加尔各答大学下属的管辖区大学，并在1967年和1970年分别取得了学士和硕士学位。此后于1972年在美国罗切斯特大学取得国际关系学博士学位。其父Santosh Chatterjee曾是加尔各答大学的政治学教授。

## 主要理论
查特吉对民族主义政治宣传持批判态度，尤其是他称为“民族偶像”的概念，因为国家利用了这些历史象征来达成灌输大众的目的。例如本来对民族主义持批判态度，但却反之成为印度民族象征的泰戈尔，以及国家的象征性建筑泰姬陵和德里红堡。除了以上人或物以外，也包括印度大众文化，包括宝莱坞，影星沙鲁·可汗，和板球明星沙钦·腾都卡。
查特吉最为人知的研究是“庶民研究”，提出了“政治社会”这一新的理念，他称之为“非资本管理的空间”，由农民、农民工、手工业者、城市摊贩等“弱势群体”组成。查特吉认为，这个群体在国家架构中被忽视，甚至被认为是“非法”的存在，但他们在城市化过程中有很重要的经济功能，为成千上万的人提供廉价、低水平但不可或缺的服务。
2009年，查特吉获得了第20届“福冈亚洲文化奖”学术研究奖。

## 著作

### 英语
- The Black Hole of Empire (2012) ；中文题《帝国的黑洞》
- Lineages of Political Society (2011)
- Politics of the Governed (2004)
- A Princely Impostor? The Strange and Universal History of the Kumar of Bhawal (2002)
- The Nation and Its Fragments (1993)；中文题《民族国家及其碎片》
- Nationalist Thought and the Colonial World (1986)[2]

### 孟加拉语

#### 戏剧
- Ramnidhi (1985)
- Ajker Hajabarala (1995)[5]
- Chokher Bali (Sand in My Eye) (2016)

## 轶事
- 查特吉嗜好喝茶，总是喝不惯咖啡。
- 查特吉同时也是剧作家，是莎士比亚的忠实爱好者。他曾用孟加拉语著有许多剧本，又曾将莎士比亚的《仲夏夜之梦》改编成了印度话剧搬上舞台，取名《梦中获知》。这部话剧最近被年轻的印度剧作家重新包装再次演出，去掉了查特吉版本中对于印度社会现实批判的部分，还换了一个新的名字《梦啊梦》。查特吉很不喜欢新版本的演出，他觉得“太迎合大众，太过于简单了”[4]。

## 拓展阅读
- 鲁德兰舒·穆克吉
- 本尼迪克特·安德森
- 想象的共同体